# NGC 4459
NGC 4459 è una galassia lenticolare nella costellazione della Chioma di Berenice.

Si trova nel mezzo dell'ammasso di galassie della Chioma di Berenice, e ne è uno dei membri più vicini a noi. Si presenta quasi di faccia, caratteristica che consente di apprezzare la sua forma regolare di galassia lenticolare; un telescopio rifrattore da 120mm di apertura ne permette l'individuazione, mentre ad ingrandimenti superiori si mostrano alcuni dettagli: il nucleo è brillante, coi contorni che sfumano dolcemente nel disco. Una stella rossa di ottava magnitudine disturba lievemente l'osservazione delle regioni meridionali. Dista dalla Via Lattea circa 49 milioni di anni-luce.

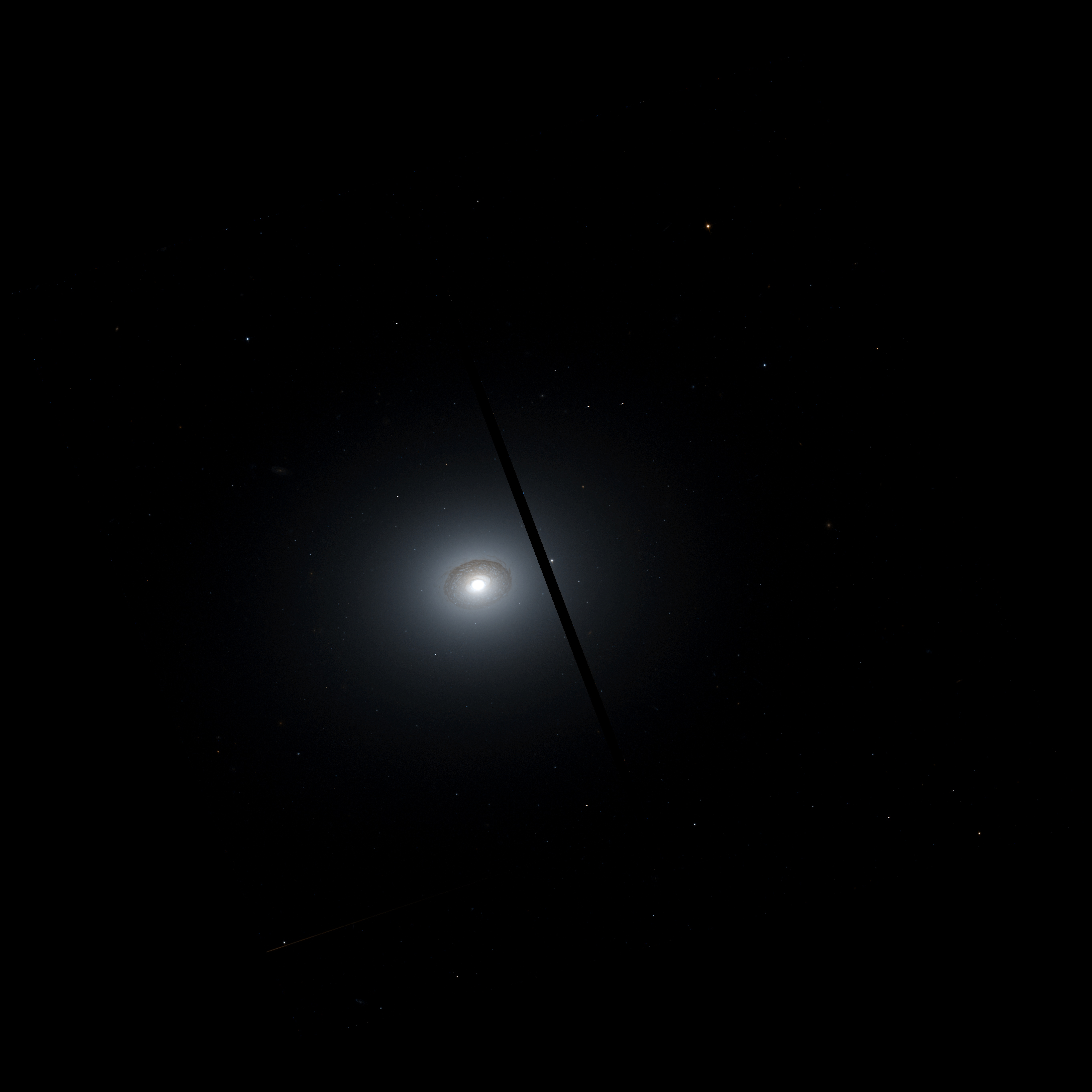
NGC 4459  (Telescopio spaziale Hubble)
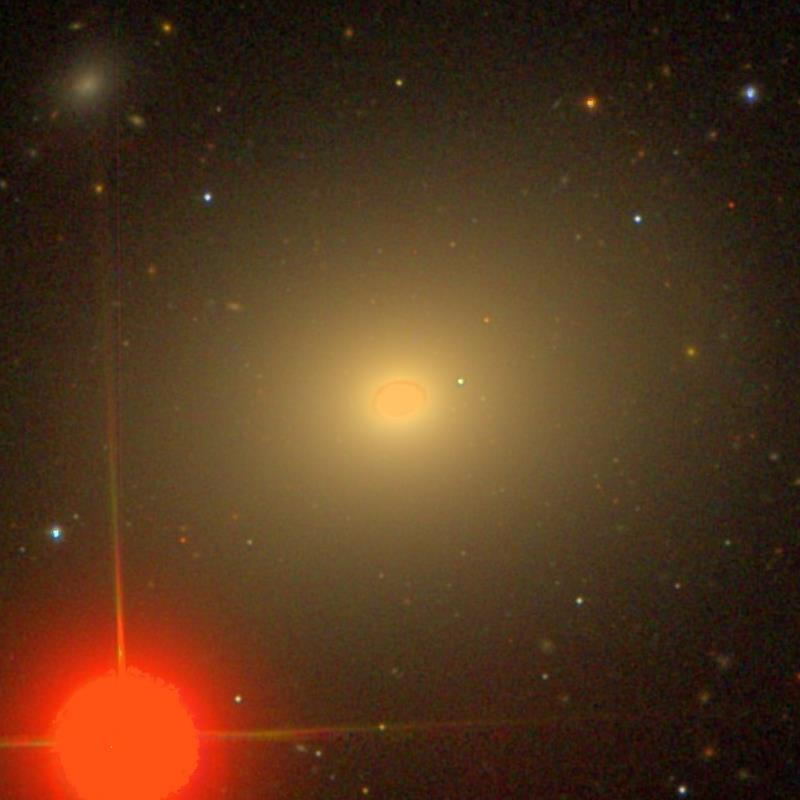
NGC 4459  (SDSS DR14)
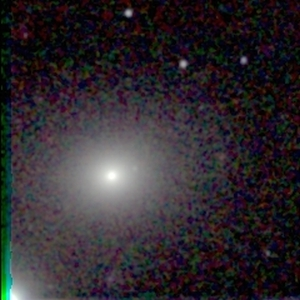
NGC 4459  (2MASS)